# Имид германия(II)
Имид германия (II) — неорганическое соединение, 
германий-производное аммиака с формулой GeNH,
светло-желтые кристаллы,
гидролизуется в воде.

## Получение
- Экзотермическая реакция аммиака и иодида германия(II):

{\displaystyle {\mathsf {GeI_{2}+3NH_{3}\ {\xrightarrow {-33,5^{o}C}}\ GeNH\downarrow +2NH_{4}I}}}

## Физические свойства
Имид германия (II) образует светло-желтые кристаллы, не растворимые в жидком аммиаке.

## Химические свойства
- Реагирует с водой:

{\displaystyle {\mathsf {GeNH+H_{2}O\ {\xrightarrow {}}\ GeO+NH_{3}}}}
- Гидролиз влагой из воздуха идёт одновременно с окислением:

{\displaystyle {\mathsf {2GeNH+O_{2}+2H_{2}O\ {\xrightarrow {}}\ 2GeO_{2}+2NH_{3}}}}